# Skovelhjulsgrävmaskin

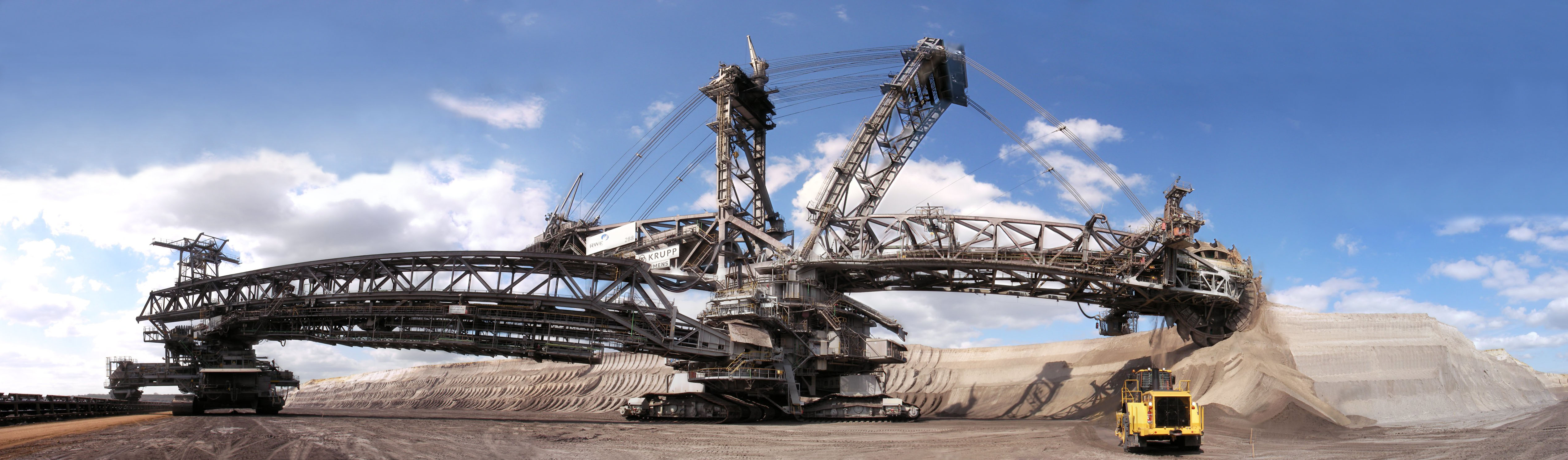
Skovelhjulsgrävmaskin 288 i Garzweiler.

Skovelhjulsgrävmaskin är en anläggningsmaskin för gruvdrift i dagbrott. Olika storlekar förekommer men de flesta av denna maskintyp är väldigt stora. Den allra största är Schaufelradbagger 293 från 1995 som väger 14 200 ton, är 225 meter lång, 96 meter hög och kan gräva 240 000 m³ per dag. Maskinen finns i dagbrottet Hambach utanför Köln i Tyskland. 
Karakteristiskt för skovelhjulsgrävmaskiner är dess höga och konstanta grävhastighet. Dessa egenskaper gör dem utmärkta till att försörja exempelvis kolkraftverk med kol när denna finns lättbruten i horisontella lager i lös berggrund. Typen har inte förekommit i Sverige. Dock har varianter av paternostergrävmaskiner, som också kan ge ett konstant flöde av massor, förekommit.
Brytningen i dagbrotten sker med flera skovelhjulsgrävmaskiner som rör sig fram och tillbaka på flera olika brytningsnivåer. Varje maskin är ansluten till ett transportband som kontinuerligt för bort brytningsmassor till en central uppsamlings och utbytesplats. Här sorteras brytningsmassorna upp i brännbart kol - som går till kraftverket - eller schaktmassor som skickas tillbaka till en annan del av brottet som återfylls. återfyllningen sker i princip på spegelvänt sätt mot brytningen. Massorna skickas via transportband ut till en så kallad absetzer. En absetzer är ungefär lika stor som en skovelhjulsgrävmaskin, men saknar skovelhjul och har till uppgift att sprida ut massorna och har därför enbart transportband upphängd i en arm.

## Historik
Skovelhjulsgrävmaskiner tillkom på 1920-talet. De första två skovelhjulsgrävmaskinerna från fabriken Lauchhammer färdigställdes 1926   Flera olika tyska skovelhjulsgrävmaskiner finns redovisade hos Lausitzerbergbau i form av foton och ritningar.

## Grävmaskinens uppbyggnad och funktion

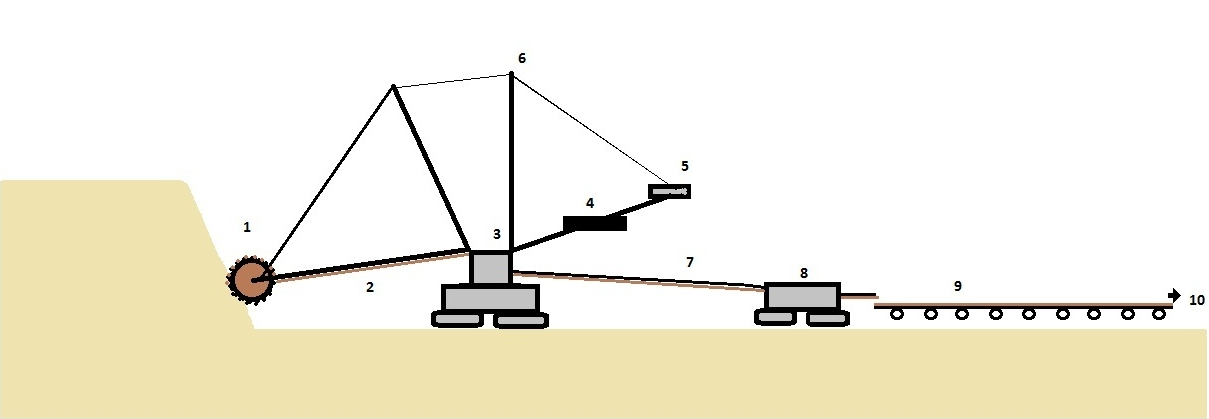
Figur 1.
(1)Skovelhjul
(2)Grävarm
(3)Transportenhet
(4)Motvikt på motviktsarm
(5)Motorhus för linspel
(6)Linor i block för höjdinställning
(7)Transportarm
(8)Anslutningsenhet
(9)Transportband
(10)..mot uppsamlingsenheten..

En skovelhjulsgrävmaskin har ett skovelgrävhjul, med vilket den gräver. Skovelhjulet är uppbyggt av en roterande del som drar runt skopor och en fast del som i sin främre ände av hjulet håller schaktmassorna i skopan, men låter dessa falla i ett schakt ner till ett transportband i hjulets övre del. Skovelhjulet på skovelhjulsgrävmaskin 288 är 21,6 m i diameter och har 18 skopor som vardera rymmer 6,6 m³ .
Skovelhjulet är placerad på en arm (2) som är förbunden med grävmaskinens transportenhet (3). Denna grävarm (2) är rörlig och grävhöjden ställs in genom att man använder det linspel som manövreras från motviksarmens (den arm som pekar på motsatt riktning från grävarmen) bakre del (5) och vars linor går upp till masternas block mellan vilka avståndet (6) ändras och därmed  också  grävarmens höjd ställs in. För att inte maskinen skall kantra finns en motvikt (4) på motviktsarmen. I grävarmen finns också det transportband på vilket brytningsmassorna bortföres. 
Transportenheten, runt vilken grävmaskinen kan vända, är en plattform som står på flera bandförsedda larvfötter. Maskinen kan röra sig i låg hastighet, 2-10 m / min, med dessa band. Transportenheten är ansluten via en transportarm (7) till en anslutningsenhet, vilken går på en separat transportenhet, vilken i sin tur ansluter till transportbandet som skickar massorna vidare till uppsamlingsplatsen i dagbrottet. Beroende på hur maskinen gräver behöver således grävmaskinen och anslutningsenheten stå i olika vinkel mot transportbandet för att man skall kunna skicka massorna vidare. Därför är dessa enheter delade i två separata transportenheter, nummer 3 och 8 i figuren, som kan röra sig var för sig för att detta samband skall kunna bibehållas.

## Museum

Panoramabild från Ferropolis

I Tyskland finns Ferropolis, en museiuppställning av olika dagbrottmaskiner, däribland grävmaskiner. Ferropolis (gr.-lat. ferro och polis ”stad av järn”) är ett Museum och visningsplats i närheten av Gräfenhainichen öster om Dessau på en halvö i före detta dagbrottet Tagebau Golpa-Nord. Ferropolis är en ankarpunkt i något som kallas Europäischen Route der Industriekultur (ERIH).

## Bilder

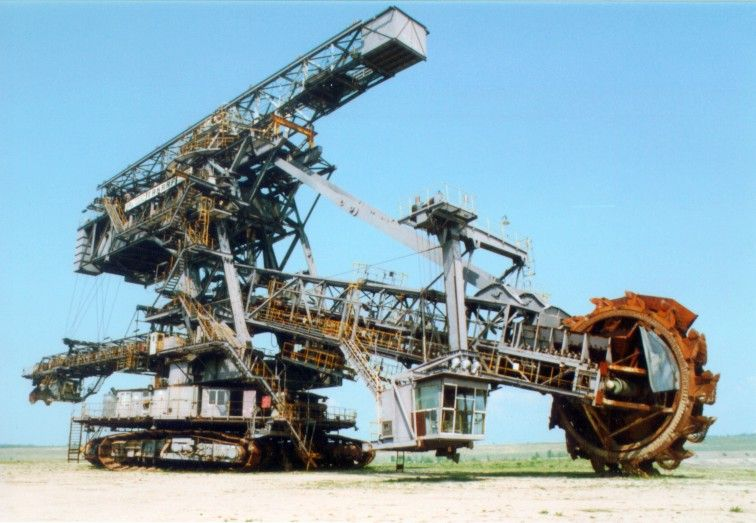
Skovelhjulsgrävmaskin 1521 SRs 1300 i Ferropolis.
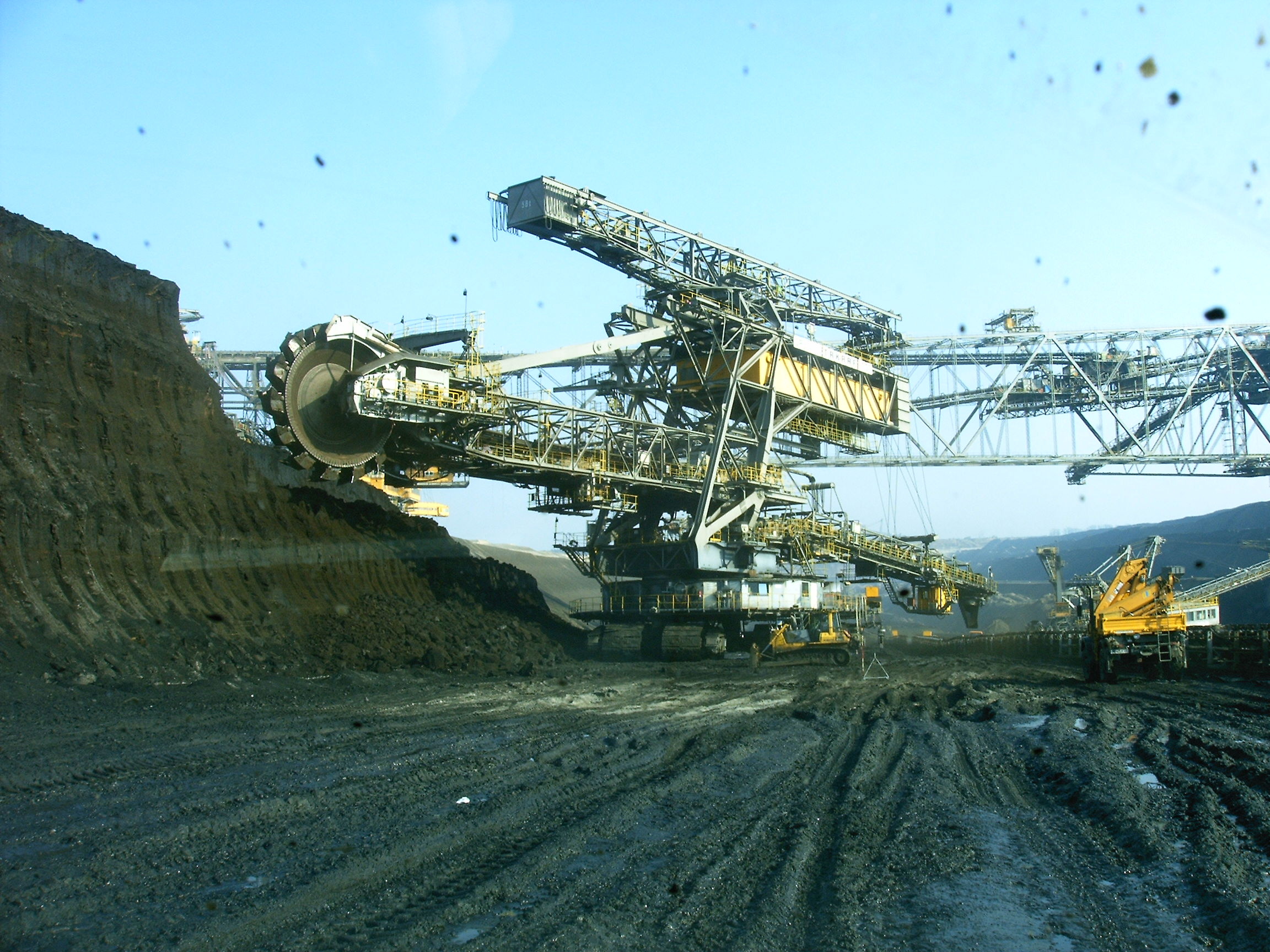
Skovelhjulsgrävmaskin 1530 SRs 1301 i Tagebau Welzow-Süd
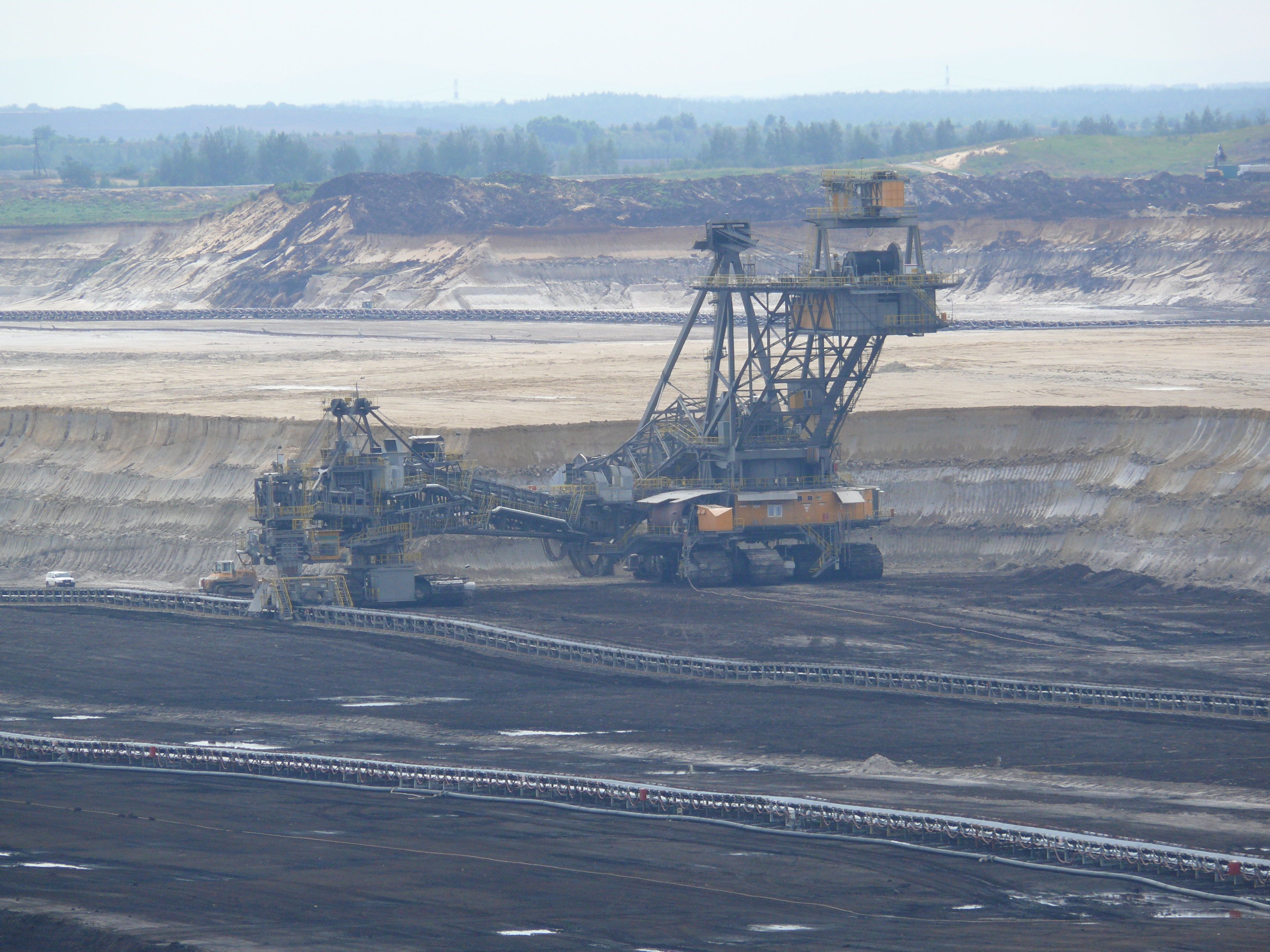
Skovelhjulsgrävmaskin 1571 SRs 2000 i Tagebau Nochten
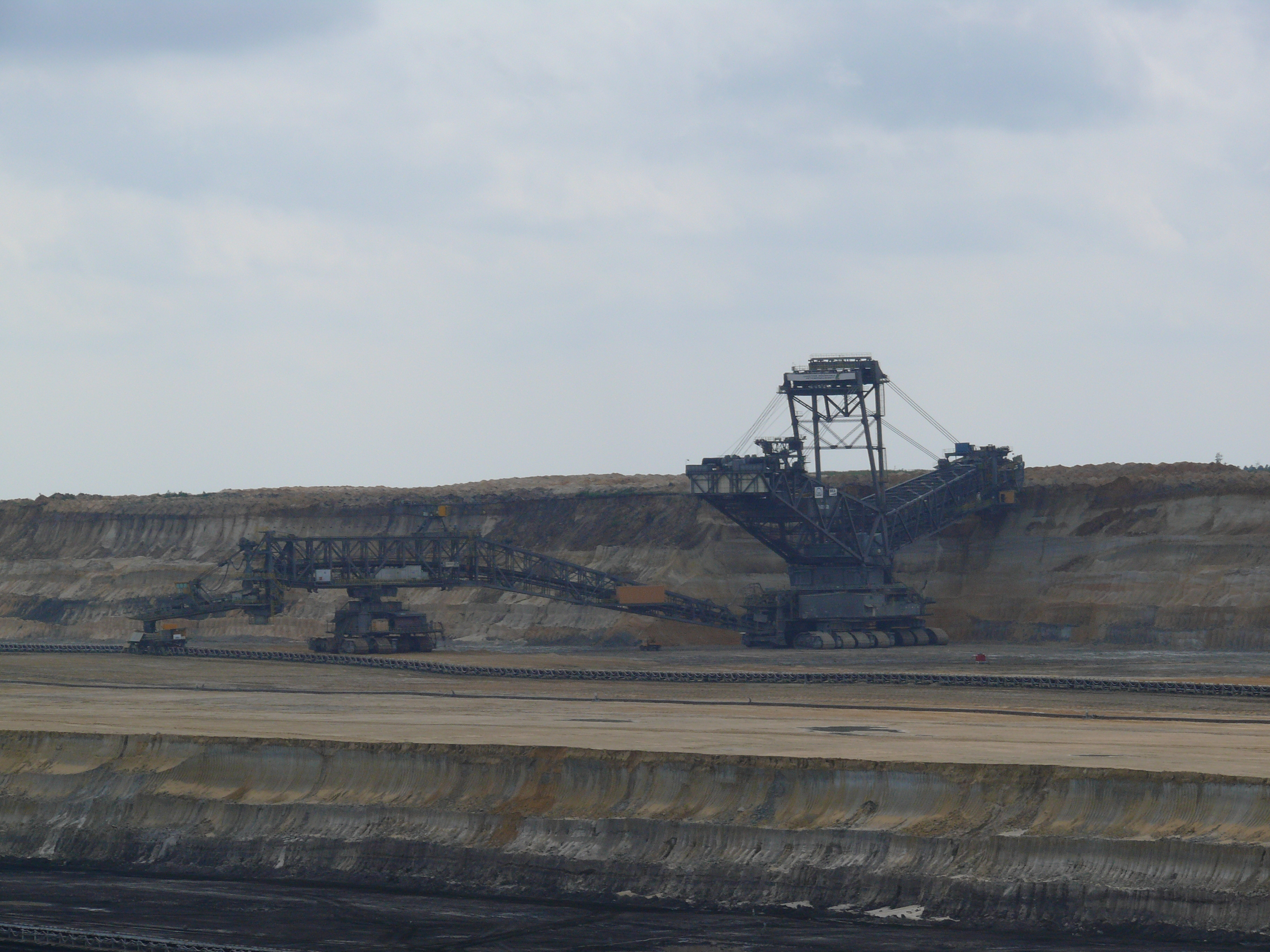
Skovelhjulsgrävmaskin 1510 SRs 6300 i Tagebau Nochten

## Kultur
Den 1 augusti 2016 lanserade Lego Technic byggsaten av en skovelhjulsgrävmaskin (som under två år, fram till augusti 2018, var Lego Technics största byggsats någonsin), skapad av den tyske Lego Technic-designern Markus Kossmann som vuxit upp i ett område där skovelhjulsgrävmaskiner använts – vilka i sin tur lockat tiotusentals "åskådare" när maskinerna flyttats mellan olika grustag.